# Akira Kudo
Akira Kudo (japonsky 工藤 章; * 1. ledna 1954 Mijako, Japonsko) je bývalý japonský zápasník, volnostylař. V roce 1976 vybojoval bronzovou medaili v kategorii do 48 kg na olympijských hrách v Montréalu. V roce 1974 vybojoval zlato na Asijských hrách.